# بولاتي
بولاتي (بالإيطالية: Bollate)‏، مدينة إيطالية في مقاطعة ميلانو ضمن إقليم لومبارديا شمالي البلاد، تقع على بعد حوالي 10 كيلومترا شمال غرب من مدينة ميلانو. يبلغ عدد سكانها 37,556 ومساحة 15.9 كم ².

## السكان
في سنة 1861 بلغ عدد السكان 4٬680 نسمة، وتطور العدد ليصل في سنة 2011 لـ 35٬557 نسمة.
يظهر هذا المخطط البياني تطور النمو السكاني لـ بولاتي

## أعلام
- أندريا كولومبو
- ريكاردو كارجيلا
- جيسيبى دى فويديس
- فابيو غالو